# Thomas Cubitt (Offizier)
Sir Thomas Astley Cubitt, KCB, CMG, DSO (* 9. April 1871 in Great Yarmouth, Norfolk, England; † 19. Mai 1939) war ein britischer Offizier, der zuletzt General der British Army sowie zwischen 1931 und 1936 Gouverneur von Bermuda war.

## Leben

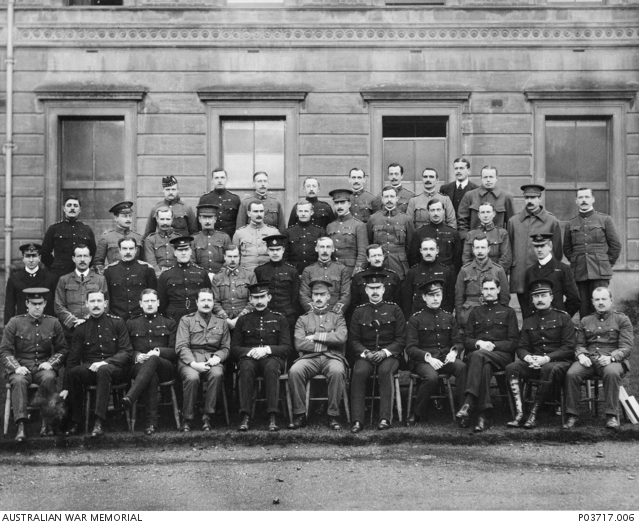
Major Thomas Cubitt (1. Reihe, 3.v.r.) mit anderen Offizieren am Staff College Camberley (1906).

Thomas Astley Cubitt, Sohn von Major F. Astley Cubitt, absolvierte ein Offiziersausbildung und wurde nach deren Abschluss als Second Lieutenant in die Royal Artillery übernommen. Er fand in den folgenden Jahren zahlreiche Verwendungen als Offizier sowie Stabsoffizier und wurde für seine Verdienste 1903 Companion des Distinguished Service Order (DSO) ernannt. Für seine militärischen Verdienste im Ersten Weltkrieg wurde er 1916 zum Companion des Order of St Michael and St George (CMG) ernannt und war nach Kriegsende als Major-General Nachfolger von Generalmajor Charles Blackader zwischen 1918 und seiner Ablösung durch Generalmajor Charles Blackader 1919 Kommandeur der 38th (Welsh) Infantry Division, wobei er für seine dortigen Verdienste 1919 auch Companion des Order of the Bath (CB) wurde. 1919 löste er Generalmajor Steuart Hare als Kommandeur der 54th (East Anglian) Division ab und verblieb in dieser Funktion bis zur Auflösung der Division 1919.
Im November 1920 wurde Major-General Cubitt nach Britisch-Indien versetzt und war bis November 1924 Kommandeur des Militärbezirks Assam (Commanding, Presidency and Assam District). Nachdem er für einige Jahre mit halben Sold (half-pay) beurlaubt war, löste er im Juni 1927 Generalmajor Sir Thomas Marden als Kommandeur der 53rd (Welsh) Division ab. Dieses Kommando hatte er bis Oktober 1928 inne und wurde daraufhin von Generalmajor Charles Deedes abgelöst. Er selbst übernahm im Oktober 1928 von Generalmajor Edmund Ironside den Posten als Kommandeur der 2. Division (General Officer Commanding, 2nd Division) und verblieb auf diesem Posten bis März 1931, woraufhin Generalmajor Henry Jackson seine Nachfolge antrat. Am 13. Februar 1931 wurde er als Knight Commander des Order of the Bath (KCB) geadelt, so dass er fortan das Prädikat „Sir“ führte.
Im April 1931 übernahm Sir Thomas Cubitt als General von Generalleutnant Sir Louis Bols das Amt als Gouverneur von Bermuda. Er war zugleich Oberkommandierender der dortigen britischen Truppen (Commander-in-Chief, Bermuda Garrison) und bekleidete diese Funktionen bis Mai 1936, woraufhin General Sir Reginald Hildyard ihn ablöste. Er übernahm 1932 auch das Ehrenamt als Oberstkommandant der Artillerie (Colonel Commandant of the Royal Artillery) und hatte dieses bis zu seinem Tode 1939 inne.

## Hintergrundliteratur
- Joseph Jackson Howard: Visitation of England and Wales, Band 17, London 1906
- Captain J. C. Dunn: The war the infantry knew 1914–1919.A chronicle of service in France and Belgium, Abacus, London 1994, ISBN 0-349-10635-5.
- Simon Robbins: British generalship on the Western Front 1914–18. Defeat into victory, Routledge, 2005, ISBN 0-415-35006-9.
- Ashley Ekins: 1918 – Year of Victory. The End of the Great War and the Shaping of History, Exisle, 2010, ISBN 1-921497-42-4.